# 苫小牧市議会
苫小牧市議会（とまこまいしぎかい、英語: Tomakomai City Assembly）は、苫小牧市の議会である。

## 概要
- 定数：28人
- 任期：4年
- 選挙区：市全域を単一選挙区とする大選挙区制（単記非移譲式）
- 議長：藤田 広美（公明党議員団）
- 副議長：岩田 薫（民主クラブ）
- 定例会：年4回（2月・6月・9月・12月）
- 臨時会
- 委員会
  - 常任委員会
    - 総務常任委員会
    - 厚生常任委員会
    - 文教経済常任委員会
    - 建設常任委員会

  - 議会運営委員会
  - 特別委員会
    - 総合開発特別委員会
    - 安全・安心及び市民ホールに関する特別委員会

## 会派
令和5年5月現在の構成である。
| 会派名           | 人数 | 女性議員数 | 女性議員の比率(%) |
| ---------------- | ---- | ---------- | ----------------- |
| 新緑             | 7人  | 1          | 14.3              |
| 公明党議員団     | 5人  | 1          | 20.0              |
| 民主クラブ       | 5人  | 1          | 20.0              |
| 改革フォーラム   | 4人  | 0          | 0                 |
| 日本共産党市議団 | 4人  | 1          | 25.0              |
| 会派市民         | 2人  | 0          | 0                 |
| 無所属           | 1人  | 0          | 0                 |
| 計               | 28   | 4          | 14.29             |

## 議員報酬等
| 役職   | 報酬            | 政務活動費     |
| ------ | --------------- | -------------- |
| 議長   | 月額 56万0000円 | 月額 2万5000円 |
| 副議長 | 月額 51万0000円 | 月額 2万5000円 |
| 議員   | 月額 47万0000円 | 月額 2万5000円 |

※別途、年2回期末手当あり

## 出身者

### 首長
- 鳥越忠行
- 桜井忠